# Лі Жофань
Лі Жофань (кит. трад. 李若凡, піньїнь: Lǐ Ruòfán; нар. 30 квітня 1978, Сучжоу) — сінгапурська, раніше китайська шахістка, гросмейстер серед жінок (2002), міжнародний майстер серед чоловіків (2009).

## Біографія
З 1993 по 1997 рік чотири рази представляла Китай на юнацьких чемпіонатах світу серед дівчат у різних вікових групах; найкращий результат показала 1993 року в Братиславі, коли у віковій групі до 16 років поділила 3-4-те місце. У 2001 році досягнула одного з найбільших успіхів у своїй шаховій кар'єрі, перемігши в Ченнаї на чемпіонаті Азії серед жінок. 2002 року в Улан-Баторі стала чемпіонкою світу серед студенток, а потім у Гайдарабаді взяла участь у розіграші Кубка світу, де вийшла з групи в матчі на вибування, але там у першому раунді програла Гампі Конеру. 2003 року посіла 1-ше місце на міжнародному шаховому турнірі в Куала-Лумпурі. 2006 року в Усі перемогла на чемпіонаті Китаю серед жінок. У 2008 році була першою на міжнародному жіночому турнірі за коловою системою в Джакарті. 
Брала участь у чемпіонатах світу серед жінок:
- 2001 року в Москві в першому раунді програла Ганні Затонських[4];
- 2012 року в Ханти-Мансійську в першому раунді програла Ірині Круш[5].

Представляла Сінгапур на двох шахових олімпіадах (2012, 2016), причому у 2012 році виступала в чоловічій команді. Представляла Китай на командному чемпіонаті Азії серед жінок 1999 року і в командному заліку завоювала срібну медаль.
Одружена з китайським гросмейстером Чжан Чжуном.